# Ludwig Bründl
Ludwig Bründl (München, 1946. november 23. – ) német labdarúgó, csatár.

## Pályafutása
Bründl labdarúgó-pályafutását szülővárosában, az 1860 München csapatánál kezdte; a müncheni klubban 1965 és 1968 között negyvenkét Bundesliga mérkőzésen szerepelt, valamint 1966-ban nyugatnémet bajnok lett a csapattal. Az 1968–1969-es idényben az 1. FC Köln, 1969 és 1971 között pedig a nyugatnémet másodosztályú Stuttgarter Kickers labdarúgója volt. 1971-ben szerződtette őt az élvonalbeli Eintracht Braunschweig csapata; a klubban százhúsz bajnoki mérkőzésen lépett pályára, valamint szerepelt az 1971–1972-es UEFA-kupában, ahol tíz találatával a sorozat gólkirálya lett. Pályafutása végén Svájcban futballozott.

## Sikerei, díjai
- 1860 München
  - Nyugatnémet bajnok: 1965–1966

#### Egyéni
- - UEFA-kupa gólkirály: 1971–1972 (10 gól)